# Kuala Langat
Huyện Kuala Langat là một huyện thuộc bang Selangor của Malaysia. Huyện Kuala Langat có dân số thời điểm năm 2010 ước tính khoảng 222261 người.